# Бемоль

бемоль та дубль-бемоль

пів-бемоль

В музичній нотації бемо́ль (фр. bemol, дослівно — «бе» м'яке) — це знак альтерації, який позначає пониження ноти, що стоїть справа від нього на один півтон. Бемоль позначається символом {\displaystyle \flat } , схожим на малу літеру b, дещо витягнуту знизу. Іноді існує необхідність понизити ноту на цілий тон; для цього застосовується дубль-бемоль, {\displaystyle \flat \flat } , що складається з двох знаків бемоля, написаних поспіль.
В авангардній музиці другої половини XX ст. можна зустріти також «пів-бемолі» та інші подібні знаки (найчастіше бемоль пишеться в зеркальному оберненні), що понижують ноту на {\displaystyle 1/4}, {\displaystyle 3/4} тону і т.п. (див. мікрохроматика)
В таблиці символів юнікод є символ бемоля ♭ (шіст. номер 266D) і дубль-бемоля 𝄫 (U+1D12B).